# Rökk Marika

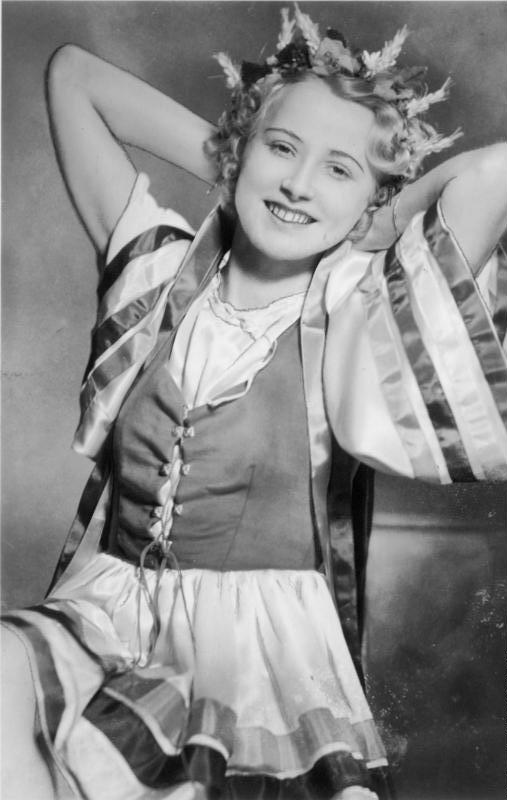
Rökk Marika az 1920-as évek elején

Rökk Marika (Kairó, 1913. november 3. – Baden bei Wien, 2004. május 16.) színész-táncosnő, operettprimadonna. Testvérbátyja, Rökk Ede válogatott labdarúgó volt.

## Élete
1913-ban született Kairóban, magyarországi német család gyermekeként. Első fellépése Budapesten volt, egy gyermekbalettben. A Rökk család 1924-ben Párizsba költözött, és rá egy évre Rökk Marika már a Moulin Rouge-ban, a Hoffmann Girls táncegyüttesben táncolt. Fellépett a New York-i Broadway-n is, de közben iskolai tanulmányait is folytatta. Európában 1929-től aratott nagy sikereket, és évtizedeken keresztül az operett egyik csillaga volt egész Európában. Budapesten Eisemann Mihály: A cirkusz csillaga című operettben, majd Bécsben is szerepelt, szintén nagy sikerrel. 1933 decemberében Daisy Parkert alakította Ábrahám Pál: Bál a Savoyban című revüoperettjének Király Színházbeli premierjén.
Nagysikerű revüsztárként és operettprimadonnaként a film felé fordult. Kezdetben brit és magyar filmekben szerepelt, 1933-ban Berlinben telepedett le. 1940-ben hozzáment a nála 31 évvel idősebb Georg Jacoby (1882–1964) német filmrendezőhöz és 1944-ben megszületett lányuk, Gabriele Jacoby. Mindketten a Krona ügynökhálózat tagjai lettek, amely a szovjeteknek juttatott titkos információkat, pontos tevékenysége azonban nem ismert.
Házasságától kezdve főleg a férje által rendezett zenés produkciókban lépett fel, osztrák és német filmek népszerű sztárja lett: 
Ő lett a női főszereplője az első német színes mozifilmnek, az Agfacolor Neu technológiával készült, 1941-ben bemutatott Az asszonyok mégis jobb diplomaták (Frauen sind doch bessere Diplomaten ) című vígjátéknak.
1943-ban már terhesen vett részt az Álmaim asszonya (Die Frau meine Träume) című musical forgatásán.
Szemére vetették, hogy a náci időszakban Goebbels propagandafilmjeiben szerepelt, emiatt a második világháború után egy időre eltiltották a filmezéstől.
1948-tól szerepelhetett ismét filmekben, de már nem volt olyan sikeres, mint a háború előtt, ezért inkább visszatért a színpadra. 
Operett- és musicalszerepekben ismét az élvonalba került. 1951-ben a német Csárdáskirálynőben szerepelt, majd az 1962-es osztrák Denevérben. Ez évtől sokat szerepelt Németország, valamint Hollandia és Belgium nagyobb városaiban operettekben és musicalekben. 1968-ban Bécsben nagy sikert aratott a Hello, Dollyban. Ebben az évben Fred Raul  (1910-1985) osztrák színész és rendező vette feleségül.
Németországban forgatott filmjeinek kópiái Hitler főhadiszállásáról hadizsákmányként a Szovjetunióba kerültek, ahol rövidesen elkezdték szabadon bemutatni mozikban, majd a TV-ben és országszerte igen népszerű lett.
1984-ben visszavonult, és ápolta súlyosan beteg második férjét, aki 1985-ben halt meg. Operettekben később is fellépett. 1992-ben, Kálmán Imre születésének 110. évfordulója alkalmából Budapesten lépett fel a Marica grófnő címszerepében. Ezt a szerepet több mint hétszázszor adta elő élete során.
Rökk Marika 90 éves korában, a Bécs melletti Badenben hunyt el.

## Filmek
- Why Sailors Leave Home (1930)
- Csókolj meg, édes! (1932)
- Kiss Me Sergeant (1932)
- Kísértetek vonata (1933)
- Leichte Kavallerie (1935)
- Heißes Blut (1936)
- Der Bettelstudent (1936)

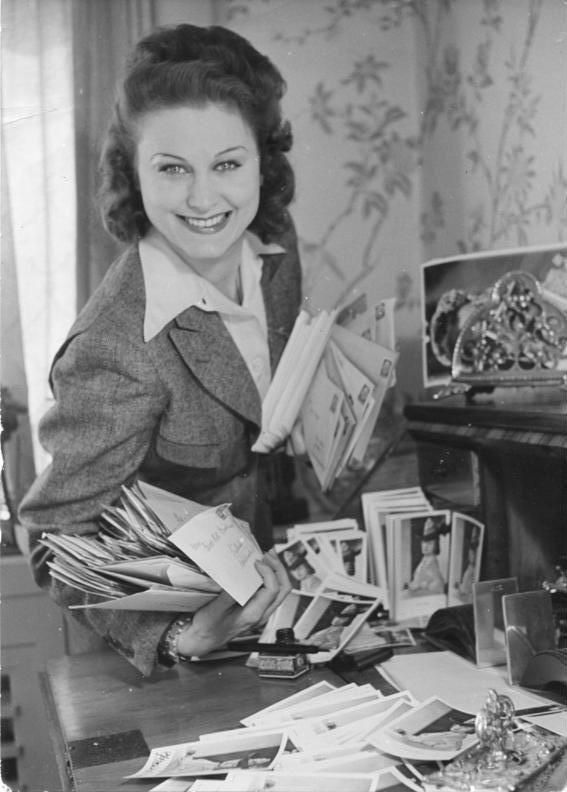
Rökk Marika, 1940

- Und du mein Schatz fährst mit (1937)
- Karussell (1937)
- Gasparone (1937)
- Eine Nacht im Mai (1938)
- Tanzendes Herz (1939)
- Vadrózsa (1939)
- Es war eine rauschende Ballnacht (1939)
- Hallo Janine! (1939)
- Kora Terry (1940)
- Wunschkonzert (1940)
- Zirkusblut (1940)
- Frauen sind doch bessere Diplomaten (1941)
- Tanz mit dem Kaiser (1941)
- Hab’ mich lieb (1942)
- Die Frau meiner Träume (1944)
- Fregola (1949)
- Kind der Donau (1950)
- Sensation in San Remo (1951)
- Csárdáskirálynő (1951)
- Maske in Blau (1953)
- Die geschiedene Frau (1953)
- Nachts im grünen Kakadu (1957)
- Das gab’s nur einmal (1958)
- Bühne frei für Marika (1958)
- Die Nacht vor der Premiere (1959)
- Mein Mann, das Wirtschaftswunder (1961)
- Heute gehn wir bummeln (1961)
- Hochzeitsnacht im Paradies (1962)
- A denevér (1962)
- Der letzte Walzer(1973)
- Schloß Königswald (1988)

## Operett
- Fred Raymond: 1966 Maske in Blau (Kék maszk)
- Kálmán Imre: Marica grófnő
- Kálmán Imre: 1951 Die Csárdásfürstin  (Csárdáskirálynő)
- Ábrahám Pál: Die Blume von Hawaii (Hawaii rózsája)
- Ábrahám Pál: 1933 Bál a Savoyban, 1983/84 Ball im Savoy
- Eisemann Mihály: 1934  A cirkusz csillaga
- Johann Strauss: 1962 Denevér

## Musical
- Jerry Hermann – Michael Stewart: 1968 Hello Dolly
- 1978 Die Gräfin vom Naschmarkt
- Die kluge Mama (musikalisches Lustspiel)

## Komédia
- 1986 Das Kuckucksei

## Érdekesség
Az Álmaim asszonya című, 1944-es filmjéből részletek láthatók A tavasz tizenhét pillanata szovjet sorozatban.

## Kitüntetései
- 1948 Bambi-díj
- 1968 Bambi-díj
- 1981 Filmband in Gold
- 1983 Ehrenmedaille der Stadt Wien in Gold
- 1987 Bambi-díj
- 1987 Bayerischer Filmpreis (Darstellerpreis)
- 1990 Bambi-díj
- 1998 Tiszteletbeli Bambi-díj